# Clonaria sororcula
Clonaria sororcula är en insektsart som först beskrevs av Rehn, J.A.G. 1914.  Clonaria sororcula ingår i släktet Clonaria och familjen Diapheromeridae. Inga underarter finns listade i Catalogue of Life.